# Gymnocalycium carminanthum
Gymnocalycium carminanthum ist eine Pflanzenart in der Gattung Gymnocalycium aus der Familie der Kakteengewächse (Cactaceae).

## Beschreibung
Gymnocalycium carminanthum wächst einzeln mit trüb blaugrünen oder graugrünen, abgeflacht kugelförmigen, am Scheitel eingesenkten Trieben, die bei Durchmessern von 10 Zentimetern Wuchshöhen von bis zu 5,5 Zentimeter erreichen. Die sechs bis elf mit Ausnahme des Scheitels abgeflachten Rippen sind kantig gehöckert. Die ein bis zwei Mitteldornen, die auch fehlen können, sind stark aufwärts gebogen und 0,8 bis 1,5 Zentimeter lang. Die sieben (selten fünf bis neun) rötlich braunen, dicken, pfriemlichen und kantigen Randdornen stehen paarig zusammen. Der unterste Randdorn ist abwärts gerichtet und liegt an der Trieboberfläche an. Die Randdornen sind bis zu 2,5 Zentimeter lang.
Die glockenförmigen, karminroten Blüten sind bis zu 4,5 Zentimeter lang und weisen einen Durchmesser von 6 Zentimeter auf. Die olivgrünen Früchte sind birnenförmig, bis zu 1,5 Zentimeter lang und erreichen einen Durchmesser von 1,1 Zentimeter.

## Verbreitung und Systematik
Gymnocalycium carminanthum ist in der argentinischen Provinz Catamarca verbreitet. 
Die Erstbeschreibung erfolgte 1976 durch Hans Borth und Helmut Koop. Ein nomenklatorisches Synonym ist Gymnocalycium oenanthemum subsp. carminanthum (Borth & Koop) H.Till (2008).

## Nachweise